# Catoxyethira botosaneanui
Catoxyethira botosaneanui är en nattsländeart som beskrevs av Guenda 1997. Catoxyethira botosaneanui ingår i släktet Catoxyethira och familjen smånattsländor. Inga underarter finns listade i Catalogue of Life.